# Gerd Fesser

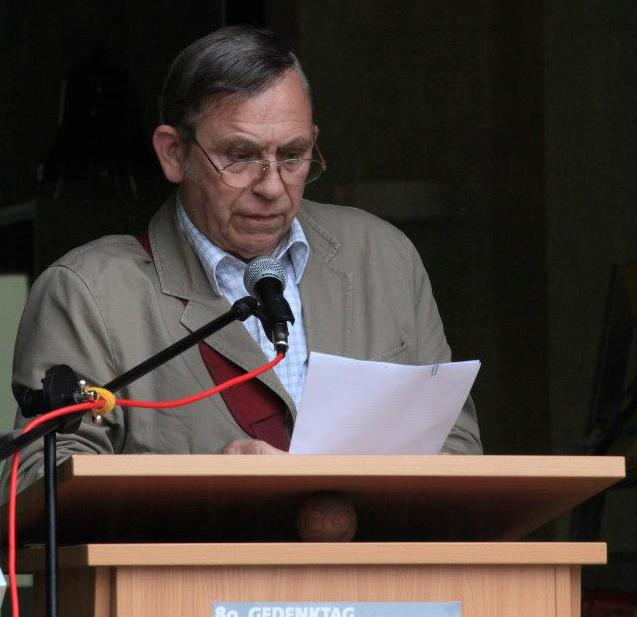
Bei der Lesung von Autoren verbrannter Bücher am 7. Mai 2013 auf dem Marktplatz von Apolda

Gerd Fesser (* 30. Oktober 1941 in Sömmerda) ist ein deutscher Historiker.

## Leben
Fesser studierte Geschichte an der Karl-Marx-Universität in Leipzig, Spezialgebiet Deutsche Geschichte 1789–1917. Von 1973 bis 1991 war er als wissenschaftlicher Mitarbeiter am Zentralinstitut für Geschichte der Akademie der Wissenschaften der DDR in Berlin tätig und von 1993 bis 1996 am Historischen Institut der Friedrich-Schiller-Universität Jena. Sein Forschungsschwerpunkt war die Wilhelminische Kaiserzeit. Er veröffentlichte zahlreiche Bücher, auch über die Befreiungskriege, schrieb bis 2017 für die Wochenzeitung Die Zeit und war Mitautor der Neuen Deutschen Biographie.

## Veröffentlichungen (Auswahl)
- Exkanzler Bernhard Fürst von Bülow und Staatssekretär Gottlieb von Jagow – zu Feinden geworden. In: Reinhold Zilch (Hrsg.): Gottlieb von Jagow (1863–1935) und sein Umfeld. Ein kaiserlicher Spitzendiplomat zwischen Erstem Weltkrieg und Kriegs(un)schuldforschung. Workshop am 6./7. Juni 2019 in München, Historisches Kolleg  (= Sitzungsberichte der Leibniz-Sozietät der Wissenschaften zu Berlin, Band 142). trafo Wissenschaftsverlag Dr. Wolfgang Weist, Berlin 2020, ISBN 978-3-86464-179-4.
- Sedan 1870. Ein unheilvoller Sieg. Paderborn 2019, ISBN 978-3-506-79235-8.
- »… ein Haufen verwilderter Professoren und verführter Studenten«. Das Wartburgfest der deutschen Studentenschaft 1817. Bussert & Stadeler, Jena/Quedlinburg 2017, ISBN 978-3-942115-44-5.
- Deutschland und der Erste Weltkrieg, PapyRossa, Köln 2014, ISBN 978-3-89438-540-8.
- 1813 – Die Völkerschlacht bei Leipzig. Bussert und Stadeler, Jena/Quedlinburg 2013, ISBN 978-3-942115-15-5.
- Preußische Mythen – Ereignisse und Gestalten aus der Zeit der Stein/Hardenbergschen Reformen und der Befreiungskriege. Donat, Bremen 2012, ISBN 978-3-943425-01-7.
- „Herrlichen Tagen führe Ich euch noch entgegen!“ Das wilhelminische Kaiserreich 1890–1918. Donat, Bremen 2009, ISBN 978-3-938275-55-9.
- 1806 – die Doppelschlacht bei Jena und Auerstedt. Bussert und Stadeler, Jena/Quedlinburg 2006, ISBN 3-932906-70-5.
- (Hrsg.) Zwölf Jahre am deutschen Kaiserhof. Aufzeichnungen des ehemaligen Hofmarschalls Wilhelms II. / Robert Graf von Zedlitz-Trützschler. Donat, Bremen 2004, ISBN 3-934836-81-X.
- Reichskanzler von Bülow. Architekt der deutschen Weltpolitik. Militzke, Leipzig 2003, ISBN 3-86189-295-2.
- Europa 1815–1914. LZT, Erfurt 2002, ISBN 3-931426-69-6.
- Von der Napoleonzeit zum Bismarckreich. Streiflichter zur deutschen Geschichte im 19. Jahrhundert. Donat, Bremen 2001, ISBN 3-934836-16-X.
- Die Kaiserzeit – Deutschland 1871–1918. LZT, Erfurt 2000, ISBN 3-931426-39-4.
- Thüringen seit der Reformation – historische Streiflichter. Quartus, Bucha bei Jena 2000, ISBN 3-931505-57-X.
- (Mithrsg.) Umbruch im Schatten Napoleons. Die Schlachten von Jena und Auerstedt und ihre Folgen. Bussert, Jena 1998, ISBN 3-9804590-9-8.
- Der Traum vom Platz an der Sonne – Deutsche „Weltpolitik“ 1897–1914. Donat, Bremen 1996, ISBN 3-931737-03-9.
- Jena und Auerstedt – der preußisch-französische Krieg von 1806/07. Glaux, Jena 1996, ISBN 3-931743-07-1.
- 1866, Königgrätz – Sadowa. Bismarcks Sieg über Österreich. Brandenburgisches Verlagshaus, Berlin 1994, ISBN 3-89488-069-4.
- Reichskanzler Bernhard Fürst von Bülow. Dt. Verl. der Wiss., Berlin 1991, ISBN 3-326-00646-2.
- Die Schlacht bei Jena und Auerstedt 1806. (= Illustrierte historische Hefte, Heft 42), Deutscher Verlag der Wissenschaften, Berlin 1986, ISBN 3-326-00134-7.
- Der Weg nach Königgrätz. (= Illustrierte historische Hefte, Heft 13), Deutscher Verlag der Wissenschaften, Berlin 1978, DNB 790745372.
- Linksliberalismus und Arbeiterbewegung. Akademie-Verlag, Berlin 1976.
- Die Stellung der Deutschen Fortschrittspartei zur Arbeiterbewegung 1861–1866. Universitätsverlag, Jena 1973.